# Сімське
Сі́мське (рос. Симское, башк. Эҫем) — село у складі Іглінського району Башкортостану, Росія. Входить до складу Ауструмської сільської ради.
Населення — 82 особи (2010; 114 в 2002).
Національний склад:
- білоруси — 69 %